# Franco Scaglia
Franco Scaglia (Camogli, 27 marzo 1944 – Roma, 6 luglio 2015) è stato uno scrittore, giornalista e dirigente d'azienda italiano.
Nella sua carriera vinse numerosi premi letterari, tra cui il Premio Campiello nel 2002 con il romanzo Il custode dell'acqua. Svolse attività di giornalista sia sulla carta stampata che alla Rai. Pubblicò migliaia di articoli e saggi su vari temi culturali (cinema, teatro, letteratura), su quotidiani e periodici quali Il Piccolo, Avanti!, Il Tempo, Il Messaggero, L'Unità, Tempo Illustrato, Europeo, Radiocorriere TV e Mondo Operaio.

## Biografia
Franco Scaglia si laureò in Lettere Moderne presso l'Università di Genova. Era scrittore, giornalista professionista dal 1971. Fu dirigente Rai per 40 anni.
Svolse il praticantato presso il Radiocorriere TV dove lavorò fino al 1982 in qualità di Capo Servizio della redazione Cultura e Spettacoli. Nel 1982 fu trasferito al Giornale Radio Uno dove rimase sino al 1992 in qualità di Capo Redattore della Redazione Cultura e Spettacoli.
Nell'ottobre 1992 ebbe la nomina a Capo della Linea di Programmazione "Informazioni Culturali, Approfondimenti e Rubriche" del DSE.
Fu autore e conduttore della rubrica culturale del GR1 "Il Circolo Pickwick ". Fu coautore della rubrica culturale "Effetto notte" in onda su Rai 1.
Fu coautore e co-conduttore delle rubriche di libri "Casablanca" in onda su Rai 2, e de "La biblioteca ideale" e " Il giardino di Oz" in onda su Rai 3. Fu coautore e conduttore di  "Questa è la mia vita" in onda su Rai 3 nel 2012.
Per Rai cinema, curò la pubblicazione dei seguenti cofanetti dvd:
- 300 anni di Carlo Goldoni 1707-2007
- Il viaggio di Gesù (4 dvd)
- Il viaggio continua (4 dvd)
- Un altro viaggio (un libro + 3 dvd)

Con Franco Quadri diresse la collana in DVD Il grande teatro del mondo.
Autore di numerosi romanzi e saggi tradotti in vari paesi europei, fu consulente delle Case Editrici Rusconi e Marsilio e per quest'ultima diresse con Antonio Debenedetti e Cesare De Michelis la collana di letteratura "900." Autore delle favole raccolte nel volume Dai racconta (Edizione ERI, 1979), curò con Gabriele La Porta l'antologia Misteri, quasi un manifesto della letteratura del mistero e del segreto (Camunia, 1992).
Diresse i periodici "Il Nuovo Osservatore", "Achab" e "Il viaggio in treno".
Dal marzo 1999 al gennaio 2004 fu componente della Commissione Consultiva per il Teatro presso il Ministero per i Beni e le Attività Culturali. Nel 2003 fece parte della Commissione di Studio Interministeriale per la Riforma dell'Accademia d'Arte Drammatica Silvio D'Amico. Nel 2004 fu nel gruppo di lavoro tecnico per la riforma del FUS presso il Ministero per i Beni e le Attività Culturali. Nel dicembre 2010 divenne Presidente dell'Associazione Teatro di Roma. Nell'ottobre 2011 ebbe la nomina a consigliere di Amministrazione di Roma Europa Festival.
Insegnò Letteratura Poetica e Drammatica al Conservatorio di Musica Santa Cecilia di Roma; Interpretazione Scenica ai Corsi Musicali Internazionali di Lucca; Organizzazione dello Spettacolo dal Vivo al Teatro Stabile del Veneto "Carlo Goldoni".
Era sposato con l'attrice Mascia Musy, che nel 2017 ha donato i circa 7000 volumi della biblioteca privata del marito all'isola di Alicudi, terra dove Scaglia ha spesso soggiornato e lavorato ai suoi romanzi. Nacque così la biblioteca Tra cielo e mare Franco Scaglia.

## Opere

### Romanzi
- 1973 – Ritrevacos (Marsilio)
- 1983 – Non vestitemi di bianco (Spirali)
- 1984 – La decima sinfonia (Rusconi)
- 1994 – Nome in codice Gesù (Novecento)
- 2000 – Margherita vuole il regno (Baldini e Castoldi)
- 2002 – Il custode dell'acqua (Piemme)
- 2004 – Il gabbiano di sale (Piemme)
- 2006 – L'oro di Mosè (Piemme)
- 2010 – Luce degli occhi miei (Piemme)
- 2014 – L'erede del tempo (Piemme)

### Saggi
- 2000 – I custodi di Gesù (Mondadori)
- 2002 – Sorelle (Mondadori)
- 2005 – Abuna Michele francescano di Gerusalemme (Bompiani)
- 2008 – Il viaggio di Gesù (Piemme)
- 2008 – Caro Paolo – lettere vere e immaginarie con Paolo Grassi (Avagliano)
- 2010 – In cerca dell'anima (dialogo con il Vescovo Vincenzo Paglia) (Piemme)
- 2012 – Cercando Gesù (in un mondo sempre più confuso siamo ancora capaci di amore?) Dialogo con il vescovo Vincenzo Paglia (Piemme)
- 2013 – Il giardino di Dio: Mediterraneo, storie di uomini e pesci (Piemme)

### Teatro
- 1976 – Giovanni Episcopo,  Compagnia Glauco Mauri. Regia di Aldo Trionfo
- 1977 – Malhumor, Compagnia Anna Mazzamauro, Aldo Giuffré. Regia di Aldo Trionfo
- 1978 – Burlesk, Compagnia Castelnuovo, Martino, Nazzaro. Regia Lorenzo Salveti
- 1979 – Immacolata,Compagnia Anna Mazzamauro. Regia Leopoldo Mastelloni
- 2005 – Il custode dell'acqua, Compagnia Argot con Maurizio Donadoni. Regia Maurizio Panici

Ha tradotto e adattato:
- 1979 – George Dandin di Molière.  Compagnia Bruno Cirino. Regia Bruno Cirino
- 1980 – Il burbero benefico di Goldoni. Compagnia Mario Scaccia. Regia Armando Pugliese
- 1982 – La scuola delle mogli di Molière. Compagnia Mario Scaccia. Regia Marco Mattolini

## Riconoscimenti
- Vincitore nel 2012 del "Premio Flaiano" per la TV
- Vincitore del "Premio Roma 2012" per la saggistica con Cercando Gesù (in un mondo sempre più confuso siamo ancora capaci di amore?) dialogo con il vescovo Vincenzo Paglia (Piemme) (2012)
- Vincitore del "Premio Hemingway 2010" per la saggistica con In cerca dell'anima (dialogo su un'Italia che ha smarrito se stessa), dialogo con il vescovo Vincenzo Paglia
- Vincitore del "Premio Focara di Letteratura 2009" con Il viaggio di Gesù
- Vincitore del "Premio Internazionale di Letteratura Religiosa nel 2007 con L'Oro di Mosè
- Vincitore del "Premio Internazionale di Archeologia Città di Ugento" nel 2005 con Il gabbiano di sale
- Vincitore del premio "Un libro per i Diritti umani" nel 2003 con Il Custode dell'acqua
- Vincitore del premio "Il Campiello Secondo Noi" nel 2002 con Il Custode dell'acqua
- Vincitore del Premio Campiello nel 2002 con Il Custode dell'acqua[2]
- Premio Selezione Campiello nel 2000 con Margherita vuole il regno[2]
- Vincitore del Premio "Città di Ferrara" di S.F. (Science Fiction)nel 1978 con Fantascienza story, inchiesta pubblicata sul Radiocorriere Tv